# Braquet Noir
Braquet Noir (oder Brachet) ist eine autochthone Rotweinsorte der Weinbauregion Provence im Süden Frankreichs. Sie wurde in der Literatur häufig aufgrund des ähnlichen Namens mit der italienischen Sorte Brachetto verwechselt, obwohl der Blattaufbau beider Sorten sich unterscheidet. Brachet findet Eingang in den Rot- und Roséweinen der Herkunftsbezeichnung Bellet, die bei Nizza hergestellt werden. Die aktuelle Anbaufläche liegt unter 30 Hektar.
Mit der Rebsorte Braquet Blanc existiert eine hellfarbige Spielart der Rebsorte.

## Synonyme
Die Rebsorte Braquet Noir ist auch unter den Namen Bracelet, Brachet und Braquet bekannt.

## Ampelographische Sortenmerkmale
In der Ampelographie wird der Habitus folgendermaßen beschrieben:
- Die Triebspitze ist weißwollig behaart und gelegentlich karminrot gefärbt. Die roten Jungblätter sind leicht wollig behaart und bereits fünflappig ausgeprägt.
- Die mittelgroßen, blass-grünen Blätter sind fünflappig und tief gebuchtet (siehe auch den Artikel Blattform). Die Stielbucht ist lyren-förmig offen. Das Blatt ist spitz gesägt. Die Zähne sind im Vergleich zu anderen Rebsorten eng gesetzt. Die Blattoberfläche ist leicht blasig ausgeprägt. Im Herbst färbt sich das Laub leicht rötlich.
- Die kegel- bis walzenförmige Traube ist mittelgroß (im Mittel 337 Gramm schwer) und lockerbeerig. Die rundlichen Beeren sind mittelgroß (im Mittel 2,3 Gramm) und von schwarz-blauer Farbe.

Die ertragreiche Sorte reift ca. 30 Tage nach dem Gutedel und gilt somit bereits als spätreifend. Bouillet ist eine Varietät der Edlen Weinrebe (Vitis vinifera). Sie besitzt zwittrige Blüten und ist somit selbstfruchtend. Beim Weinbau wird der ökonomische Nachteil vermieden, keinen Ertrag liefernde, männliche Pflanzen anbauen zu müssen.